# Conférence de Bonn de 1999 sur les changements climatiques
Pour les articles homonymes, voir COP 5.
La Conférence de Bonn de 1999 sur les changements climatiques, ou COP 5, est la cinquième Conférence des parties organisée par  l'Organisation des Nations unies pour le climat. Elle s'est tenue 25 octobre au 5 novembre à Bonn en Allemagne, réunissant les pays signataires de la Convention-cadre des Nations unies sur les changements climatiques (CCNUCC).

## Contexte
La conférence se tient deux ans après la Conférence de Kyoto lors de laquelle, pour la première fois, les pays industrialisés ont adopté des objectifs de réduction de leurs émissions à l’horizon 2010, en leur donnant un caractère juridiquement contraignant. Après l’échec des négociations de Buenos Aires, fin 1998, où il avait été simplement conclu qu'il faudrait parvenir à un accord sur cette mise en œuvre en 2000, la conférence de Bonn est une étape avant cette conférence décisive de 2000 ou de 2001, étape destinée à préciser la forme que pourrait prendre le marché des émissions, souhaité par les États-Unis.
Le cœur du sujet est le marché des émissions, qui reste à organiser et qui repose sur l'idée qu’il serait plus économique de réduire les émissions dans les pays en développement ou dans ceux d'Europe de l'Est que dans les pays occidentaux, et la modernisation des équipements industriels et énergétiques y serait plus facile à réaliser que le changement des modes de consommation. Les Européens désirent que le marché fasse appel à des instances indépendantes de régulation (pour enregistrer et certifier les transactions), tandis que les Américains privilégient l'accord à l'amiable entre partenaires.  On souligne, du côté européen que, comme la Russie, du fait de l'effondrement de son industrie, serait le principal fournisseur de permis d'émissions, il importe d'être rigoureux sur la mise en œuvre du marché, afin de parer de possibles détournements financiers.
Deux autres questions doivent faire l’objet de débats. D’abord comment intégrer la biomasse, qui joue un rôle non négligeable dans la balance atmosphérique, soit par émission (de méthane par les rizières ou de gaz carbonique par l'incendie des forêts), soit par absorption (plantation d'arbres). Ensuite la question de l’« observance », c'est- à-dire des sanctions à appliquer aux pays qui ne respecteraient pas leurs engagements de réduction des émissions.
La position des États-Unis est sur une position rigide. Le Sénat, dominé par les Républicains, reste opposé au protocole de Kyoto, auquel il reproche de ne pas engager des pays tels que la Chine et l'Inde. Et avec l’élection présidentielle de l'an 2000, un durcissement de la position du Congrès à l'encontre de la convention climatique est craint.

## Organisation et déroulement

### Présidence
Jan Szyszko, ministre polonais de l'environnement, de la protection ressources naturelles et des forêts de la Pologne, est président de la COP 5.  Michael Zammit Cutajar est secrétaire exécutif de la Convention-cadre des Nations unies sur les changements climatiques.

## Décisions
22 décisions sont prises lors de cette conférence.
La décision 7/CP.5 est relative à la première compilation-synthèse des communications initiales des Parties non visées à l'annexe I de la Convention. Elle constate que des problèmes ont été rencontrés lors de l'établissement des communications nationales initiales, à savoir les difficultés liées à la qualité des données et à leur disponibilité, aux facteurs d'émission et aux méthodes d'évaluation intégrée des effets des changements climatiques et de l'impact des mesures de riposte, mais demande néanmoins au secrétariat de la Convention d’en établir le bilan pour 1er janvier 2000
La décision 14/CP.5 concerne les mécanismes prévus en application des articles 6, 12 et 17 du Protocole de Kyoto. Au vu de la synthèse établie par le groupe subsidiaire, la Conférence des parties décide de ne pas conclure et demande aux organes subsidiaires de revoir leur copie en intégrant les nouvelles communications des parties et de fournir une nouvelle synthèse au plus tard le 31 janvier 2000 .
La décision 17/CP.5 est relative aux relations entre les efforts faits pour protéger la couche d'ozone stratosphérique et les efforts faits pour préserver le système climatique mondial, en lien avec le Protocole de Montréal. La Conférence des Parties invite chaque Partie à examiner ces informations sur les moyens disponibles et les moyens potentiels pour limiter les émissions d'hydrofluorocarbones et d'hydrocarbures perfluorés, en tenant compte notamment des considérations relatives à la santé, aux questions médicales, à l'environnement et à la sécurité, de l'efficacité énergétique et des émissions associées exprimées en équivalents-dioxyde de carbone, ainsi que des aspects techniques et économiques.
La décision 20/CP.5 approuve le budget-programme pour l'exercice biennal 2000-2001, d'un montant de 25 286 000 dollars.
Comme prévu, la conférence de Bonn s’avère ainsi être un sommet de transition sans décision majeure.